# Did She Mention My Name?
| Recensione | Giudizio |
| ---------- | -------- |
| AllMusic   |          |

Did She Mention My Name? è il terzo album in studio del cantautore canadese Gordon Lightfoot, pubblicato nell'aprile del 1968.

## Tracce

### LP
(1968, United Artists Records, UAL-3649/UAS-6649)
Lato A
Testi e musiche di Gordon Lightfoot.
1. Wherefore & Why – 2:54
2. The Last Time I Saw Her – 5:11
3. Black Day in July – 4:13
4. May I – 2:17
5. Magnificent Outpouring – 2:18
6. Does Your Mother Know – 3:36

Durata totale: 20:29
Lato B
Testi e musiche di Gordon Lightfoot.
1. The Mountain and Maryann – 3:35
2. Pussywillows, Cat-tails – 2:49
3. I Want to Hear It From You – 2:21
4. Something Very Special – 3:17
5. Boss Man – 2:05
6. Did She Mention My Name? – 2:26

Durata totale: 16:33

## Formazione
- Gordon Lightfoot – voce, chitarra
- Red Shea – chitarra
- Huey McCracken – chitarra
- John Stockfish – basso
- Herb Lovelle – batteria

### Produzione
- John Simon – produzione (per la Groscourt Productions, Inc,)
- Tim Lewis/Push Pin Studios – design copertina album originale
- Charles Steiner – foto copertina frontale album originale
- Dan Kramer – foto retrocopertina album originale
- Gordon Lightfoot – note retrocopertina album originale[5]